# 迪奧·布蘭度
迪奧·布蘭度（日语：、平文式羅馬字：Dio Burandō）为日本漫画家 荒木飛呂彥所創作的漫畫作品《JoJo的奇妙冒險》中的著名反派角色，同时也是貫穿整部作品的重要角色。初次登場於系列作第一部《幻影血脈》並擔任主要反派、並以DIO之名登場於第三部《星塵鬥士》擔任主要反派。此外，在其他部中也都有輕重不一的戲份。
迪奧出身貧寒的單親家庭，遭長年酗酒的父親虐待，致使他有著強大的敵意、野心和對權力的渴望。在他取得石鬼面後，化身成吸血鬼與喬納森·喬斯達對抗，最後遭喬納森以命相搏，並與他一起沉入大西洋。百年後，他因為被人打撈起來而復活，以埃及為根據地擴張勢力，而喬納森的後代喬瑟夫與空條承太郎為了打倒他向埃及進軍。迪奧最終敗給承太郎，粉身碎骨爆頭而亡，但後續的作品仍帶有一定的影響力。迪奧被許多評論家和讀者認為是傑出的反派角色，也成了許多其它作品的效法對象。

## 設計
作者荒木飛呂彥表示，他在描寫迪奧時參考了聯邦調查局對連環殺手的分析資料，並認為角色必須要有難以置信的強大、才能讓他犯下滔天大罪。他讓迪奧捨棄了人性和情感，並將他的性格塑造得毫無弱點，以致使他很難被擊敗。據荒木的說法，該角的外表靈感來自於1982年電影《銀翼殺手》中的罗伊·貝提（Roy Batty，魯格·豪爾飾演）一角。
作品中大多數的角色姓名來源都是西洋流行音樂，迪奧也一樣：名字取自美國重金屬樂團迪奧，而姓氏則取自美國電影男演員馬龍·白蘭度。同時迪奧（DIO）的意思是義大利語中的神，暗示了他的自大狂妄。

## 形象
迪奧的外表英俊、頭腦聰穎、體型壯碩、愛好閱讀、具有強大的個人魅力。他非常討厭失敗，是個十足的野心家。他的配色以亮金色為主體，金髮、紅眼、肌膚潔白。根據劇中角色的敘述，第一部打球時「跑步姿勢華麗」；第二部時史特雷稱他「容姿美麗」；第三部阿布德爾回想與他初遇時，形容他有著「不似男人的妖豔氣質」，另外他在第三部中佩帶許多愛心圖案的裝飾。
迪奧的口頭禪「沒用」（無駄）和戰吼「WRYYYY」頻繁地出現在劇中，並且被許多其他作品所諧仿。

## 劇情表現

### 《幻影血脈》
迪奧在1867年至1868年左右於英國的貧民街出生，父親達利歐·布蘭度長年酗酒，母親則因為長年工作積勞成疾而逝。由於父親揮霍無度、懶散又經常對母親暴力相向，使得迪奧非常痛恨父親。平時在父親的飯裡下少量的毒，讓父親的身體日漸衰落，最終病死。迪奧的父親在死前將12歲的迪奧託付給喬治·喬斯達一世做為養子，迪奧到喬斯達家之後，和喬納森成為義兄弟，並策劃要將喬斯達家的一切都奪取過來。他的惡行包括強行借走喬納森的錶、在喬納森的朋友中散播謠言、間接殺害喬納森的愛犬、強吻喬納森的女友以及對喬納森的父親下毒。但因為下毒計畫被識破，感受到身為人類無論再怎麼工於心計也有其極限，便下定決心不再當人，戴上石鬼面成為吸血鬼。之後，他以英國的一個村莊為根據地，並製造了大量的屍生人作為部下，但最後仍不敵喬納森的波紋氣功，於1889年與喬納森一起沉入大西洋。

### 《戰鬥潮流》
並沒有直接登場。在第一部中製造的一名屍生人在這一部中殺死了喬納森的兒子，也是第二部主角喬瑟夫的父親——喬治二世。間接使得喬瑟夫的母親背上殺人罪名，遭到全世界通緝。

### 《星塵遠征軍》
DIO奪取了與他共同沉入海底的喬納森的身體，將自己的頭連接到喬納森脖子以下的身體，在那之後過了約一百年，1983年，有人在加納利亞群島將沉船的一部分打撈上來，DIO也因此復活。後來，DIO結識了恩雅婆婆，獲得替身能力「世界」，並且以埃及開羅為據點，擴張自己的勢力。受到替身能力覺醒的影響，遠在日本的承太郎及其母親也出現了替身能力，為了拯救因替身而重病的母親，承太郎一行人踏上前往埃及的旅程。DIO在最後決戰敗給承太郎，粉身碎骨爆頭而亡，遺體最後放到太陽下曝曬、化為灰燼完全死亡。

### 《不滅鑽石》
DIO沒有直接登場，但DIO的影響仍然存在。在這一部中，透露了DIO的替身能力是來自一支箭。此外，虹村億泰和虹村形兆的父親也因DIO的肉芽而變成了怪物般的外貌。

### 《黃金之風》
DIO並沒有直接登場。第五部的主角喬魯諾·喬巴拿（原名：矽華初流乃）為迪奧的兒子，但由於DIO當時是使用喬納森的身體，因此喬魯諾也具有喬納森的血統。

### 《石之海》
在第六部的主要反派普奇神父的回憶中登場。此段回憶是在第三部的時間點之前，在1987年，DIO和普奇神父在教堂相識並成為好友，並向他提到「上天堂」的概念，又透露上天堂的具體做法被記在一本筆記中。而在本作中，普奇神父透過陷害承太郎的女兒徐倫入獄、誘使承太郎並奪取他的記憶，查出關於該筆記的內容。

### 《飆馬野郎》
DIO本身並沒有出現在《飆馬野郎》這個平行世界的故事中，而是以一個對應角色迪亞哥·布蘭度。他同樣出身貧寒，同樣懷有對母親的敬愛。迪亞哥是個天才騎師，在參加SBR大賽的期間獲得了能將自己變身成恐龍的替身「駭人惡獸」，過後被總統從平行世界帶回的迪亞哥，替身不再是駭人惡獸，而是能暫停時間五秒的人型替身「世界」。

### 在衍生作品中
迪奧出現在許多《JoJo的奇妙冒險》系列的遊戲中，他通常是玩家角色或擔任最終頭目。在遊戲《JOJO的奇妙冒險 天國之眼》中，迪奧試圖以神聖遺體來控制所有的宇宙，這個版本的迪奧被稱為「到達天堂的DIO」（天国に到達したDIO），而獲得名為「世界－超越天堂」（ザ·ワールド·オーバーヘブン）的新能力。

## 能力和替身

### 作为吸血鬼的能力
迪奧在第一部戴上石鬼面變成吸血鬼後，有超越人類的體力、恢復力和速度，能輕而易舉地舉起一台壓路機，並且能自由控制自己的身體而长生不老，運用能將他人凍結的「氣化冷凍法」、眼睛能夠射出貫穿一切的「空裂眼刺驚」（スペースリパー・スティンギーアイズ）、釋放「肉芽」的能力寄生在他人身上，成為絕對服從的部下。還能在其他生物的体内注入吸血鬼的精华（Extract），转化为尸生人。但奪取喬納森的身體後，因尚未同化才使得吸血鬼的能力大幅下降。
- 氣化冷凍法：專門應對波紋法的技能，與波紋方法相反的技術。從身體蒸發水，帶走熱量，瞬間凍結觸碰到對方的部位。將波紋戰士的身體凍住的話，血液就會停止流動，波紋的能量無法傳遞並消滅吸血鬼。
- 空裂眼刺驚：命名者是成為吸血鬼的史特雷。對眼球中的體液施加高壓，壓縮後，像子彈一樣飛出，貫穿一切。
- 肉芽：即迪奧的細胞，可以植入他人的額頭上，刺激大腦對於迪奧的忠誠成為絕對服從的部下。不過被植入肉芽的人會在幾年內被肉芽吃掉大腦並死去。

### 替身──世界
在第三部中，DIO獲得了替身能力「世界」（日语： Za Warudo），一個具有強力、高速、高精密度的替身，且還擁有能暫停時間的能力，最多可暫停9秒，只有DIO與相同替身類型的人能在靜止的時間中活動。
第六部中提到他認為精神的力量會不斷進化，最後所抵達的境界就是天堂，並寫下上天堂的方法。在「天國之眼」遊戲中，平行世界的迪奧•布蘭度並沒有被承太郎一行人消滅，他遵照著前往天堂的指示並成功到達天堂，使替身進化為「世界•超越天堂」。

### 平行世界的替身──世界•超越天堂
［英文名］：「The world•Over heaven」
在「天國之眼」遊戲中，到達天堂的迪奧•布蘭度，替身也隨之進化為「世界•超越天堂」，其能力在主世界的「世界」之上，擁有著時間暫停與強行修改與覆寫自然法則的能力，其發動能力的條件是以「雙拳」擊中過目標，在遊戲中也使「黃金體驗•鎮魂曲」“無法到達現實的能力” 和喬尼•喬斯達的「迴轉」無效化

## 評價
迪奧被許多漫畫評論者以及讀者認為是一名成功的反派角色。美國動畫新聞網的Rebecca Silverman認為他在整個系列作中扮演重要角色這一點，與他初期出身貧寒這一點形成強烈對比。她的同事Hope Chapman認為迪奧「無論在任何媒體裡都是數一數二的超級反派」。 Joel Loynds認為迪奧強大的野心和行動力使得讀者比起JOJO、更想看到迪奧。Dallas Marshall認為「荒木成功而且輕易地引導讀者去憎恨迪奧這個角色」。
2016年，日本投票網站ranking票選少年JUMP上最性感的反派角色，迪奧與《HUNTER×HUNTER》的西索並列第一名。

## 影響
鏡音鈴、連
VOCALOID系列角色之一的鏡音鈴在形像發表後，因前作初音未來在改編作品中「拿著葱」的知名，而產生「鈴應該配合甚麼物品」的議論。最初比較多人提倡「黃、橙色的蔬果」如香蕉、橘子、洋蔥等，但當時沒有一個物品有決定性的流行（後來兩人都有了各自的象徵物：鏡音鈴是橘子，而鏡音連是香蕉）。2007年12月1日，NICONICO動畫用戶loadorigin上傳一段影片，內容指出說鈴和黃色的壓路機相襯，而且迪奧的戰吼「WRYYYYYYY!!!」與鈴的名稱「（RIN）」相似。其後在CRYPTON為創作者開設的網站PIAPRO中出現大量以壓路機為題的圖片，NICONICO動畫也開始出現相關影片並流行起來，最後成為鈴（和連）的代表物品。其後在公認漫畫《廠商非正式 初音Mix》的第三話中出現鏡音鈴坐著壓路機的情節。
《東方Project》系列
該系列有大量向《JOJO的奇妙冒險》致敬的設計。例如角色十六夜咲夜的技能仿照了迪奧，包括能停止時間，在停止的時間中投擲小刀，咲夜在遊戲中的技能「咲夜的世界」也是取自於迪奧的替身名稱「世界」。
角色蕾米莉亞·斯卡蕾特和迪奧一樣是吸血鬼，她的台詞「沒用沒用沒用」、「你會記得你到目前為止吃過多少麵包嗎？」是致敬迪奧在幻影血脈中的台詞。
《惡魔城 蒼月十字架》
在一個名為「詛咒的鐘塔」的關卡，該關卡的主要反派是ゼファル，該角色致敬了迪奧，包括身體向後彎曲、投擲飛刀、暫停時間等，該關卡的名稱也致敬了迪奧與花京院、喬瑟夫的戰鬥。
《聖騎士之戰》
角色Justice和Robo-Ky都受到DIO的影響，包括戰吼「Wryyy」、台詞「沒用沒用」等。
《電子共和國》
在該戰略模擬遊戲中，迪奧被直接挪用作為一名神祇角色。
《美德傳奇》
角色雪莉亞·邦茲的戰鬥風格類似迪奧，包括時間暫停、投擲飛刀、觸摸治療等。
蓋亞在線
在此網站中，使用者可以得到一個名為「RIO之星」的物件，其造型參考了迪奧。
《骷髏少女》
在這款2D格鬥遊戲中，有大量角色向迪奧致敬，包括Peacock投擲壓路機的招式，Valentine投擲手術刀的動作，Big Band的戰吼聲「TUBATUBATUBA」等。
《隔壁的吸血鬼美眉》
動畫第一集主角索菲·托萊特因天野燈問了關於吸血鬼力氣比人類大的問題而舉起一台壓路機。
《非洲的動物上班族》
登場角色大嘴鳥於動畫第1話回憶裡的駕車片段台詞，致敬迪奧的「真是HIGH到不行」的台詞；動畫第6話還致敬了迪奧的替身「世界」停止時間能力和戰吼「Wryyy」。
《我女友與青梅竹馬的慘烈修羅場》
女主角之一夏川真涼喜歡《JoJo的奇妙冒險》，於動畫第4話中，致敬迪奧的「你的初吻不是JOJO（乔纳森·乔斯达），而是我迪奧」的台詞，改為「你的初吻不是春咲千和，而是我夏川真涼」，並強吻男主角季堂銳太，甚至擺出得到初代JOJO身體的迪奧自摸時候的動作，還叫他像艾莉娜一樣，用泥水漱口；而且只有男主角季堂銳太能完全知道她說的JoJo梗。喜欢的话是“不把你打哭绝不停手”（《JoJo的奇妙冒险》中乔纳森·乔斯达的名言，同樣也是對迪奧說的話）。和季堂銳太的假情侶關係和同班同學，在扮演情侶的過程中逐漸愛上季堂銳太。
《Undertale》
登场角色愤怒假人（英語：Mad Dummy）会在战斗中大喊“笨蛋、笨蛋、笨蛋！(Foolish. Foolish! FOOLISH!)”, “没用、没用、没用！(Futile. Futile! FUTILE!)”, 和“可怜、可怜、可怜！(Pitiful. Pitiful! PITIFUL!)” 。他也在战斗中拿出刀子投掷主角。
《Fate/Grand Order》
泳裝瑪爾大的寶具「騷亂狂躁的悲哀之龍啊」的攻擊方式為先以塔拉斯克砸向敵人，之後不斷毆打塔拉斯克直到爆炸為止。致敬了迪奧用壓路機砸向承太郎的一幕。

## 注腳
1. 1 2  . 動畫新聞網. 2015-01-27  [2017-09-10]. （原始内容存档于2015-11-07） （英语）.
2. 1 2  . 動畫新聞網. 2015-12-17  [2017-09-10]. （原始内容存档于2017-09-10） （英语）.
3. ↑  Araki, Hirohiko.  6. Japan: Shueisha. 2014: 31. ISBN 978-4087828375.
4. ↑  . Anime News Network. 2018-02-27  [2018-02-27]. （原始内容存档于2018-02-28）.
5. ↑  Araki, Hirohiko.  3. Viz Media. 2015-02-03: 343. ISBN 978-1-4215-7881-1.
6. ↑  . Anime News Network. 1 June 2014  [8 September 2016]. （原始内容存档于2014-06-03）.
7. ↑  Clegg, Cara. . RocketNews24. 9 April 2015  [16 April 2015]. （原始内容存档于2016-03-07）.
8. ↑  . thelinc. 2015-02-07  [2017-09-10]. （原始内容存档于2015-04-10） （英语）.
9. ↑  . ranking. 2016-05-11  [2017-09-10]. （原始内容存档于2018-12-07） （英语）.
10. ↑   [為甚麼「初音未來是葱」、「鏡音鈴是壓路機」？]. ASCII Corporation. 2008年1月15日  [2008年1月17日]. （原始内容存档于2010年6月9日）.
11. ↑  .   [2016-10-24]. （原始内容存档于2016-10-24）.
12. ↑  .   [2016-10-24]. （原始内容存档于2017-03-29）.
13. ↑  .   [2016-10-24]. （原始内容存档于2016-04-10）.